# Super Mario világa
A Super Mario világa (eredeti cím: Super Mario World) amerikai televíziós rajzfilmsorozat a Super Mario World videojátékok alapján készült, és 13 epizód készült belőle. Az amerikai NBC csatorna vetítette a Captain N: The Game Master sorozattal együtt, mivel mindkét sorozat egy-egy része 11 perces, így együtt töltöttek egy 30 perces műsorblokkot. Ebben a harmadik évadban Kalap (Toad) nem szerepelt.

## Szereplők
| Szereplő                            | Szereplő           | Eredeti hang    | Magyar hang      |
| Magyarul                            | Angolul            | Eredeti hang    | Magyar hang      |
| ----------------------------------- | ------------------ | --------------- | ---------------- |
| Mario                               | Mario              | Walker Boone    | Kerekes József   |
| Luigi                               | Luigi              | Tony Rosato     | Fekete Zoltán    |
| Josi                                | Yoshi              | Andrew Sabiston | Seszták Szabolcs |
| Hercegnő                            | Princess Toadstool | Tracey Moore    | Solecki Janka    |
| Koopa király / Bowser               | King Koopa         | Harven Atkin    | Faragó András    |
| Koote Pie Koopa                     | Wendy O. Koopa     | Paulina Gillis  | Szabó Gertrúd    |
| Lepcses Koopa / Big Mouth Koopa Jr. | Morton Koopa Jr.   | Gordon Masten   | Elek Ferenc      |
| Kuki Von Koopa / Kooky Von Koopa    | Ludwig Von Koopa   | Michael Stark   | Szokol Péter     |

## Epizódlista
Zárójelben a magyar cím olvasható.
1. Fire Sale (Tűz és Jég)
2. The Wheel Thing (Egy kerékkel több)
3. Send in the Clown (Kész cirkusz!)
4. Ghosts 'R' Us (Szellemes szobafogság)
5. The Night Before Cave Christmas
6. King Scoopa Koopa (A Koopa-kaja átka)
7. Born to Ride (Született kerekezők)
8. Party Line
9. Gopher Bash
10. Rock TV
11. The Yoshi Shuffle
12. A Little Learning
13. Mama Luigi

## Magyar megjelenés
A rajzfilmsorozatot soha egy magyar tv-csatorna sem adta le, csupán DVD-n jelent meg 2006-ban, ekkor már a Budapest Film kiadó jóvoltából. A lemezen csak 6 rész látható a Captain N: The Game Master sorozat 3. évadjával együtt.

## Fordítás
- Ez a szócikk részben vagy egészben  a   Super Mario World (TV series) című angol Wikipédia-szócikk fordításán alapul.  Az eredeti cikk szerkesztőit annak laptörténete sorolja fel. Ez a jelzés csupán a megfogalmazás eredetét és a szerzői jogokat jelzi, nem szolgál a cikkben szereplő információk forrásmegjelöléseként.